# Носорог (Marvel Comics)
Носоро́г (англ. Rhino), настоящее имя — Алексе́й Сице́вич (англ. Aleksei Sytsevich) — суперзлодей, враг Человека-паука и Халка во вселенной Marvel Comics.
С момента своего дебюта в Серебряном веке комиксов Носорог был адаптирован в различных медиа, включая анимационные телесериалы и видеоигры. Он также фигурировал в товарах Marvel, таких как фигурки и торговые карты.
Пол Джаматти исполнил роль Алексея Сицевича в фильме «Новый Человек-паук: Высокое напряжение» (2014), где он использовал боевой бронекостюм в виде носорога. Другая версия Носорога в исполнении Алессандро Ниволы появится в фильме Вселенной Человека-паука от Sony «Крейвен-охотник» (2024).

## История создания
Описанный писателем Майком Конроем как: «самый тусклый враг Человека-паука», персонаж впервые появился в Amazing Spider-Man #41-43 (октябрь-декабрь 1966) как преступник, нанятый страной Восточного блока. Ему предложили участвовать в научном эксперименте, в ходе которого сверх-прочный полимер полностью слился с его кожей, увеличив прочность, силу и скорость, вследствие чего он выбрал себе прозвище Носорог. Является уроженцем СССР, Иркутск.

## Биография

### 1960-е
После проведения научного эксперимента Носорогу дали задание похитить полковника Джона Джеймсона, из-за его знания военных секретов. Однако, он предаёт учёных, давших ему новые суперспособности, после чего терпит полное поражение от рук Человека-паука. Сицевича усовершенствуют снова; Носорогу ставится задача похитить Брюса Беннера из-за его знаний в сфере гамма-радиации. После пробуждения Халка умирает от сильных ожогов.

### 1970-е
Носорог появляется благодаря усилиям Лидера. Ему поручается сорвать свадьбу Брюса Беннера и Бетти Росс. Пробудив Халка, Носорог борется с ним и сбегает. Теперь он начинает преследовать Лидера, осознав его обман. Носорог попадает в сильный взрыв во время атаки на его судно и остаётся в коме. Позже, Сицевич появляется как иллюзия одного из противников Халка, которого Лидер пытается таким способом мучить.

### 1980-е
Носорог присоединяется к Зловещему Синдикату для борьбы с Человеком-пауком. Также он сражается с Железным человеком в Лос-Анджелесе.

### 1990-е
Носорог объединяется с другими противниками Человека-паука для совершения двух неудачных попыток убить его.

### 2000-е
Носорог также принимал участие в комиксах, посвящённых Карателю. Ограбив банк и убив охранников, сам Алексей чуть не был убит Карателем, но суперзлодея спас Человек-паук. Позже Носорог был пойман сыном бывшего врага Человека-паука — Крэйвена-охотника, Алексеем Сергеевичем Кравиновым, решившим собрать коллекцию животных, связанных с дикой природой. Носорога, как и других пленников Охотника, спас Каратель.
После этого он неоднократно помогал Карателю в его делах, а тот, несмотря на своё непримиримое отношение к преступникам, выдал экс-злодею амнистию.
Исправившийся Сицевич вновь появился на горизонте уже после CIVIL WAR. Мария Хилл сняла костюм с Носорога, а сам Алексей был осуждён на 25 лет в тюрьме для суперзлодеев на острове Райкер. Вскоре был досрочно освобождён за отличное поведение и сотрудничество, а также для того, чтобы освободить место для более плохих парней. Освободившийся Алексей встретил официантку Оксану, на которой позже женился. Оказывается, что русской мафией был создан новый, более жестокий Носорог. Сицевич хочет остановить его, но Человек-паук уговаривает его сохранить свою новую мирную жизнь. Новый Носорог нападает на Алексея, когда тот бросается в бега вместе с Оксаной, и убивает женщину. Алексей возвращает свой старый костюм и одним ударом разрушает костюм нового Носорога. Сицевич убивает своего беспомощного врага, несмотря на просьбы Человека-паука.

### 2010-е
Алексей участвовал в злодейском плане Зловещей Шестёрки по уничтожению планеты и погиб в конце. Когда Отто Октавиус крадёт тело Человека-паука, Питер Паркер в умирающем теле суперзлодея испытывает клиническую смерть и видит Алексея и Оксану вместе с Гвен Стейси, дядей Беном и остальными в своих видениях. Однако во втором выпуске четвёртого тома живой и здоровый Алексей показан пьющим в гватемальском баре. К нему подходит Шакал и предлагает ему сотрудничество представляя в качестве аванса живую и невредимую Оксану. Плачущий Ситцевич обнимает девушку. Позже Носорог спасает из тюрьмы Ящера и лишённого суперспособностей Макса Диллона.

## Способности
Алексей Сицевич носит костюм с толстым слоем полимеров, подобный носорогу, защищающий его, покрывая всё его тело за исключением лица, которое очень непроницаемое. Также костюм оборудован острым как бритва рогом, способным прорезать металл. Мутагенные обработки химикатами и радиацией, включая бомбардировку гамма-лучами, предоставляют ему сверх-человеческую силу (до 80 тонн), повышенную скорость (до 320 км в час) и стойкость, способную выдержать выстрелы пуль, взрывы гранат, бомб и удары сильных существ. Также имеет повышенную регенерацию, может залечивать глубокие раны за считанные дни.

## Альтернативные версии

### Ultimate
Преступник Алекс О’Хирн использует бронекостюм, украденный у армии США, известный как Н.О.С.О.Р.О.Г. (англ. R.H.I.N.O.). Побеждён Железным человеком во время своего преступного дебюта. Второй раз был побеждён Капитаном Америка и Новым Человеком-пауком — Майлзом Моралесом. Майлз использовал свою способность «жало», закоротил костюм злодея и вывел его из строя.

### Age of Ultron vs. Marvel Zombies
Здесь Носорог является зомби. Он нападает на Хэнка Пима, но его уничтожают Джим Хаммонд, Вижн и Саймон Уильямс.

## Вне комиксов

### Телевидение
- Человек-паук (мультсериал, 1967) — здесь Носорог появляется в трёх сериях, а его цель разрушение и создание своей статуи из золота.
- Человек-паук (мультсериал, 1994) — Носорог выступает в качестве наёмника в синтетическом костюме. Работает в основном на Кингпина. Его прошлое и настоящее имя неизвестны. Является глупым, на что не раз намекают остальные персонажи. В русском переводе мультсериала назван Рино (Эпизоды: «Чужой костюм. Часть 1 и 3», «Коварная Шестёрка», «Сражение с Коварной Шестёркой», «Шесть забытых воинов», «Шесть забытых воинов 2: Невостребованное наследие», «Шесть забытых воинов 3: Секреты шестёрки», «Шесть забытых воинов 4: Герои снова в бою» и «Шесть забытых воинов 5: Цена героизма»).
- Новые приключения Человека-паука (2008) — в данном мультсериале броня Носорога представляет собой прочный кремниевый панцирь, который невозможно снять. Здесь его имя — Алекс О’Хирн. В русском переводе мультсериала опять назван Рино (Райноу).
- Великий Человек-паук (2012) — здесь Носорог является гибридным существом, ботаник Алекс О’Хирн выпивает специальный препарат с ДНК носорога. В русском переводе мультсериала снова назван: Носорог. В 4 сезоне в заключительном эпизоде «Грандиозный день. Часть 2» Человек-паук вылечивает Алекса от мутации антидотом Доктора Осьминога, и он снова становится обычным человеком.
- Человек-паук (мультсериал, 2017) — в этом мультсериале Носорог тоже гибридное существо, и студент школы Хоризон. Здесь его имя — Алексей Сицевич. Позже передвигается в железном костюме.
- Носорог появится в предстоящем мультсериале «Человек-паук: Первый год» 2024 года, являющимся частью медиафраншизы «Кинематографическая вселенная Marvel» (КВМ)[17].

### Кино

Пол Джаматти в роли Носорога в фильме «Новый Человек-паук. Высокое напряжение»

- Актёр Пол Джаматти сыграл Носорога в фильме «Новый Человек-паук. Высокое напряжение»[18]. В фильме Носорог носит бронированный механический костюм как в Ultimate-версии, но с небольшими изменениями. В начале фильма Алексей Сицевич вместе со своими двумя головорезами пытается выкрасть из Оскорпа груз плутония, но его планам мешает Человек-паук. После Сицевич появляется в конце фильма, с помощью вооружённой группы людей, Гарри Осборна и Густава Фирса он благополучно бежит из тюрьмы и получает броне-костюм из отдела специальных разработок Оскорпа. Носорог начинает терроризировать Нью-Йорк, но после появляется Человек-паук и между ними затевается драка. По словам Питера Паркера, Носорог был побеждён.
- Версия Носорога, основанная на оригинальном персонаже из комиксов, появляется при разломе мультивселенной в конце фильма «Человек-паук: Нет пути домой».
- Носорог один из главных злодеев фильма Вселенной Человека-паука от Sony «Крейвен-охотник» (2024). Роль исполнил Алессандро Нивола[19][20]. В этом фильме Алексей Сицевич - соперник Николая Кравинова, отца главного героя фильма. В своё время пытался договориться о работе с Кравиновым-старшим, но получил отказ. 16 лет спустя он стал строить свою криминальную империю и пытался избавиться от Николая. За некоторое время до этого, посетил доктора Майлза Уоррена который подверг его некой процедуре и Алексей получил возможность превращаться в носорогоподобное существо, из-за чего он регулярно принимает сыворотку-стабилизатор, чтобы поддерживать человеческий вид. По ходу фильма, после неудачного покушения на Кравинова-старшего, выкрал Дмитрия Смердякова,  сводного брата Сергея, чтобы шантажировать его отца, Николая. Позже, он использовал Дмитрия как приманку, чтобы выманить Крэйвена, но тот его побеждает с немалым трудом и Сицевич погибает.

### Компьютерные игры
- Носорог является одним из боссов в игре Spider-Man 2000 года.
- В игре Spider-Man 2: The Game Носорог появляется одним из первых боссов. Носорог в этой игре украл костюм у военных и стал одним из напарников Доктора Осьминога.
- В игре «Spider-Man 3» он фигурирует в качестве босса.
- Носорог появляется в игре Spider-Man: Web of Shadows, озвучен актёром Фредом Таташиоре. В игре Человек-паук освобождает его из тюрьмы на острове Райкер. После этого он использует силу Носорога для освобождения Тинкеррера, нужного ему для борьбы с симбионтом.
- В игре «Ultimate Spider-man» Носорог является огромным киборгом, который был создан в Trask Industries. Позже выясняется, что Носорог — это костюм, а его носителем является маленький ботаник Алекс О’Хирн.
- Босс в игре Ultimate Spider-Man: Total Mayhem для iOS.
- Игровой персонаж в игре «Spider-Man: Friend or Foe», а также один из боссов.
- В Marvel: Ultimate Alliance дважды появляется вместе с Шокером в качестве босса — в Мурдерворлде и в одной из локаций Асгарда.
- Носорог — один из боссов в игре «Новый Человек-паук», продолжающей сюжет фильма Марка Уэбба. В отличие от комиксов, в игре он — мутант-гибрид человека и Носорога. Нужно 2 раза победить Носорога: на Манхэттене и во время дела на водоочистительной станции. Его настоящее имя, как и в комиксах, Алексей Сицевич.
- В игре The Amazing Spider-Man 2, можно найти бронированный механический костюм Носорога, в сюжете No One Is Safe.
- Носорог является первым боссом в игре «The Incredible Hulk».
- Играбельный персонаж и мини-босс в Lego Marvel Super Heroes.
- В «Marvel Heroes» Носорог — один из боссов.
- Появляется в игре 2018 года Spider-Man, роль озвучили Фред Таташор (английская версия) и Владимир Антоник (русскоязычная версия). Вместе со многими заключёнными смог сбежать из тюрьмы Рафт. Стал членом вновь созданной Злодейской Шестёрки, согласившись помочь Доктору Осьминогу в уничтожении бизнеса Нормана Озборна в обмен на возможность избавиться от костюма. Вместе со Скорпионом был побеждён Человеком-пауком на складе Osсorp в Гарлеме.
- Носорог появился в игре Lego Marvel Super Heroes 2 играбельным персонажем.
- Появляется в игре 2020 года Spider-Man: Miles Morales. Ему удаётся сбежать во время перевозки в Рафт, после чего сталкивается с Человеком-пауком и Майлзом Моралесом . В ходе битвы побеждает первого героя, но уступает второму и берётся под арест службой безопасности Roxxon Energy Corporation, от которых позже получает улучшение для своего костюма, позволяющее противостоять биоатакам Моралеса. Согласно профайлу — уроженец Иркутска.